# Prizren
Prizren (v srbské cyrilici Призрен, albánsky Prizreni[zdroj?]) je město v jižní části Kosova, v podhůří pohoří Šar. V celé opštině Prizren žilo v roce 2002 asi 221 tisíc obyvatel, z toho ve městě Prizren žilo 178 112 obyvatel. Městem protéká řeka Prizrenska Bistrica (albánsky Lumbardi). Má zachovalé historické centrum (Shadervan) s památkami z dob Osmanské říše.

## Geografie
Prizren se nachází 99 km severozápadně od Skopje, 85 kilometrů jižně od Prištiny a 175 km severovýchodně od Tirany.
Město se nachází v jižní části regionu Metochie/Dukagjin, v Prizrenské kotlině, která společně s Ljubidžanským polem vytváří specifický region v oblasti Šar Planiny. Samotné město se nachází v nadmořské výšce mezi 412 až 500 m a obklopují jej vrcholy Cvilen, Ošljak, Paštrik a Koritnik. Hory se rozkládají jihovýchodním směrem, severozápadním se otevírá rovinatá krajina; jako většina měst na území Kosova i Prizren vznikl na rozhraní hor a nížin, na místě, kde řeka Prizrenska Bistrica vytéká z hlubokých horských údolí.
Město se nachází v seismicky aktivní oblasti, kde bylo jen v letech 1900 až 1936 zaznamenáno 125 zemětřesení.

## Název
Název je slovanského původu. Poprvé se objevil v staroslověnštině jako Призрѣнь, který znamenal pevnost viděnou z dálky (ne nepodobný původ názvu měla např. česká ves Přízřenice). Latinský název Prisadriana byl poprvé zmíněn v roce 1019. Do albánského jazyka byl převzat ze slovanské (resp. srbské) podoby.

## Klima
Prizren má mírné kontinentální klima ovlivněné středomořským počasím. Ve vyšších nadmořských výškách (okraj města) se projevuje horské klima Šar Planiny, údolím řeky Drim z nedaleké Albánie vstupuje teplý vzduch z jaderského pobřeží. Díky tomu jsou zimy mírnější, rozsah teplot v zimě se pohybuje v lednu od +0,5 °C do −0,5 °C. V nejteplejším měsíci červenci se teplota pohybuje průměrně mezi 21,5 °C a 22,8 °C. Množství slunečných hodin v Prizrenu se pohybuje okolo 2150 hodin ročně.
V měsících listopadu a prosinci ovlivňují stále relativně teplé masy odpařené vody ze Středozemního moře v kombinaci s jadranskými cyklónami srážková maxima. V lednu a únoru je naopak méně srážek a více slunečního svitu. Léta nejsou úplně suchá; časté jsou letní bouřky. V létě bývají běžné v okolí města požáry.

## Historie
Kontinuální osídlení na místě města Prizren existuje již od dob Římské říše jako zastávka na obchodní trase, spojující města Lezhë a Niš. Ve 2. století vznikla osada s názvem Theranda. Roku 1079 je pak poprvé připomínána pod současným názvem. Dodnes je dominantou města pevnost Kaljaja, nacházející se na skalním ostrohu nad řekou. Nacházelo se zde sídlo episkopátu. Během 11. století zde došlo k vzpouře proti tehdejšímu byzantskému císaři, Michaelovi VII. Dukasovi. Nejprve se začala rozvíjet část města severně od řeky Prizrenska Bistrica, která byla rovnější a kde bylo více místa. Teprve až v století třináctém začala vznikat postupně zástavba i na jižní straně, na svazích směrem k pevnosti (dnes se zde nachází historický Shadervan). Předpokládá se, že bazilika existovala v Prizrenu již v 9. století.
Ve 14. století byl hlavním městem středověkého srbského státu. Tehdy město prosperovalo; existovaly nejméně tři mosty přes řeku, kanály v okolí regulovaly stav vody. Hospodářská síla města stála především na velkém počtu místních řemeslníků a trhovců. Po smrti cara Dušana odsud vládl král Vukašin, následně král Marko a poté dynastie Balšićů. Na začátku 15. století začal ekonomický i mocenský úpadek města. V roce 1433 bylo zmíněno jako opuštěné.

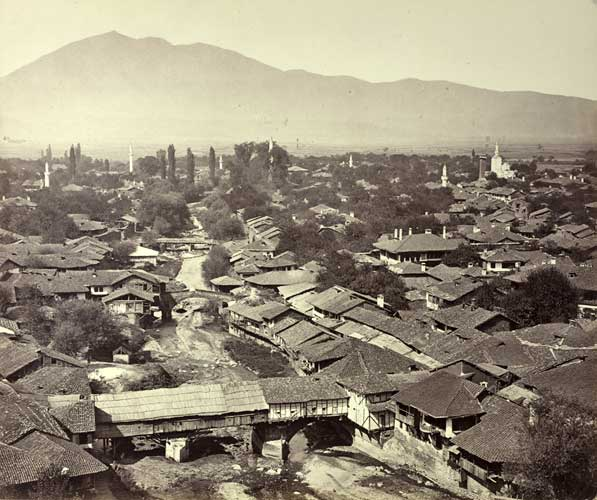
Prizren v roce 1863

Pod tureckou správu se Prizren dostal nejprve v letech 1439 až 1443 a potom v letech 1455–1459. Turci nechali vyplenit některé kostely a jiné přestavěli na mešity (např. chrám Bohorodičky Ljevišské ve středu města). Postavena zde byla tekija (tekke), a to při silnici směrem do Đakovici. Sloužilo mimo náboženských účelů také jako škola ale i jako kuchyně pro chudé a hladové. Podle tureckých údajů z roku 1590 bylo obyvatelstvo Prizrenu v této době smíšené; 320 domů bylo obývano muslimskými rodinami a 250 křesťanskými.
V 17. století již bylo město většinově muslimské. Zhruba tři tisíce rodin se hlásily k islámu, jen několik desítek ke katolictví nebo pravoslaví. I tak byl Prizren nicméně ve své době jedním z center katolické víry v Kosovu. Křesťanské obyvatelstvo zde bylo (ale i v okolních obcích) vystavováno souvislému tlaku na příklon k islámu.
V dobách existence Osmanské říše bylo město sídlem Prizrenského vilájetu, jedné z tureckých správních jednotek. Díky tomu se mohlo stát regionálním centrem a střediskem obchodníků a řemeslníků. Razily se zde mince a vznikaly cechy (esnafy). Tradičně se zde rozvíjelo zlatnictví, místní zlatnictví žili v celé jedné čtvrti, která je dnes známá pod albánským názvem Çarshia e Kujunxhillëkut. 
Bohatí Turci zde měli velkolepá sídla a harémy. Bylo to také centrum kultury; malířství a básnictví. Pocházel odtud básník Suzi Čelebija.
V první polovině 19. století zde osmanská správa sesadila Mahmúda Pašu Rotuloviće, který vystuoval jako správce místní administrativní jednotky velmi nezávisle na centrální vládě. Následně bylo město administrativně dáno pod správní jednotku se sídlem v Monastiru (Bitole) aby se takové excesy neopakovaly. Tyto kroky učinila osmanská vláda v Kosovu poté, co zkrotila úspěšně neposlušné místní vládce také v Bosně.
V závěru 19. století se jednalo o jedno z největších měst v regionu se silným albánským prvkem. Obyvatelstvo však bylo národnostně velmi heterogenní po celou dobu turecké nadvlády a ještě i později. Na rozdíl od řady jiných měst na území dnešního Kosova zde byla početná turecká komunita a turecký jazyk byl v každodenním životě města přítomný nejen z hlediska státní správy.
Roku 1878 zde byla zformována tzv. Prizrenská liga, albánská národní organizace usilující o sjednocení všech Albánců do jednoho státu. O získání města však měly zájem i další země. O několik let dříve zde nechalo Srbsko otevřít bohoslovecký seminář, který se stal jedním z center pro místní srbskou komunitu. Byli sem z různých srbských měst vysíláni učitelé a další odborníci. Kromě kulturního významu měl seminář také pomáhat šířit patriotické myšlenky mezi místními Srby a pomáhat zastavit případnou konverzi k islámu. V pravoslavném (ortodoxním) kléru bylo značné zastoupení Řeků. Po teritoriálních ústupcích osmanské vlády vůči sousedním státům (např. Černé Hoře) zde došlo k povstání Ligy proti turecké správě a převzetí vlády. Zhruba po měsíci bylo povstání potlačeno a liga z Prizrenu vypuzena. Následovalo období hluboké nespokojenosti prizrenských Albánců proti Turkům. Propukaly nepokoje (např. v roce 1884 proti nové výši daní). Město představovalo po jistou dobu sud střelného prachu. I přesto se zvyšoval počet obyvatel, také i vlivem příchodu pastevců z oblasti dnešní Albánie, kteří hledali úrodnou půdu a jižní Kosovo se ukazovalo být mnohem vhodnější pro živobytí, než vysoké hory severní Albánie. V závěru 19. století zde žilo okolo čtyřiceti až padesáti tisíc lidí.

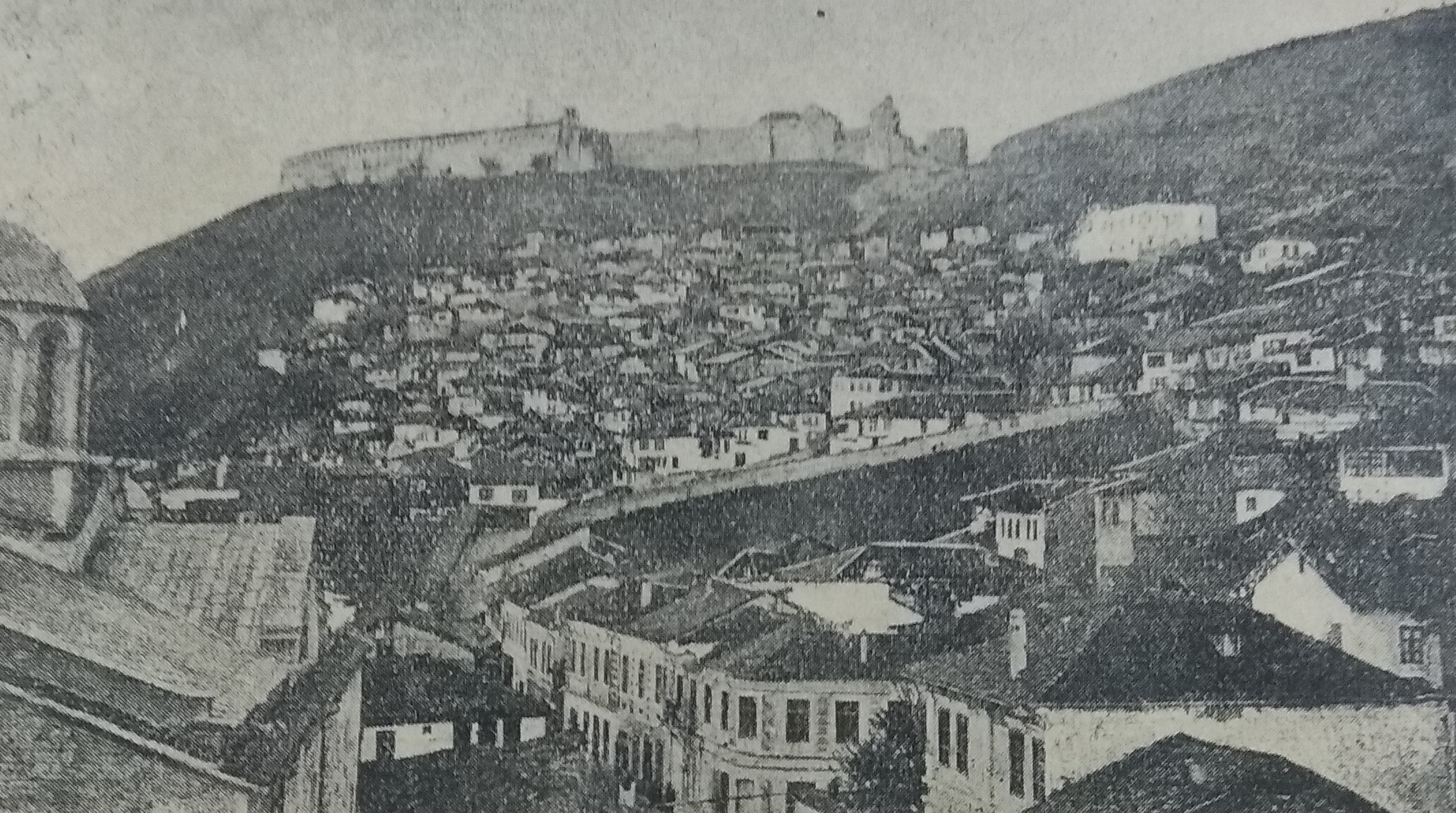
Pohled na město v roce 1913.

V roce 1912 obsadily město oddíly Hasana Prishtiny. Po skončení První balkánské války město připadlo srbskému království.
Roku 1915 v Prizrenu zasedala naposledy vláda srbského království, nedlouho poté, co vláda a část vojska odešly přes Albánii na Korfu a později do exilu. Město bylo okupováno Bulharskem.
V roce 1918 se stal Prizren součástí Jugoslávie, což přivítalo především pravoslavné obyvatelstvo. Jugoslávská správa zde vytvořila sídlo okruhu a zřídila soud. Bylo vybudováno zanedbatelné množství průmyslu a zavedena železnice. Meziválečné období však znamenalo pro město období stagnace, neboť nová hranice s pro Jugoslávii nepřátelskou Albánií se nacházela jen několik kilometrů jižně od města. Staré obchodní cesty a kulturní vazby byly zpřetrhány. Pro Jugoslávii navíc Prizren představoval velmi vzdálené město, navíc ještě s nepříliš pro režim přátelským obyvatelstvem. Proto zde byla prováděna velmi intenzivní kolonizace, kdy spolu s několika dalšími městy bylo právě v Prizrenu usídleno co nejvíce srbských rodin z méně rozvinutých regionů tehdejší Jugoslávie (Lika, Bosna a Hercegovina apod.). a dány jim byly polnosti, které stát zabavil původním vlastníkům (především muslimům).
V závěru druhé světové války zde zasedal oblastní národní výbor, který rozhodl, že Kosovo bude připojeno k Srbsku, nicméně status území nebyl rozhodnut. Také bylo rozhodnuto, že se stane kosovským regionálním hlavním městem, avšak to trvalo pouze krátce – nakonec se správním centrem oblasti stala Priština, která se nacházela blíže geografického středu oblasti. V 50. letech zde došlo k emigraci tureckého obyvatelstva a homogenizaci z národnostního hlediska. V roce 1956 se ve městě konal tzv. prizrenský proces, ve kterém komunistická moc ve vykonstruovaném procesu odsoudila údajné kolaboranty s Hodžovou Albánií. V poválečném období vznikaly v Prizrenu a okolí továrny, jejichž vznik umožnil rozsáhlý program industrializace Kosova. Počet obyvatel města rapidně vzrostl, neboť se do Prizrenu začali sestěhovávat obyvatelé ze sousedních vesnic. Od roku 1963 měl Prizren i napojení na železniční síť. V první polovině 70. let měl Prizren cca 44 000 obyvatel. Za dob existence socialistické Jugoslávie nebyl Prizren nikterak vážněji ovlivněn masovou bytovou výstavbou v podobě panelových sídlišť. Udržela se zde tak souvislá zástavba nižších domů. Jen na břehu řeky Bistrice vzniklo několik menších bloků.
V roce 1979 poničila město veliká povodeň, při které řeka Prizrenska Bistrica strhla většinu mostů.
Během války na konci 90. let došlo ke změně etnické struktury obyvatelstva v neprospěch srbské menšiny. Od roku 1999 bylo město pod mezinárodní správou a od roku 2008 je součástí republiky Kosovo, uznané však pouze některými zeměmi z mezinárodního společenství. Od roku 2011 má Prizren dálniční spojení s Albánií.
V roce 2020 byla v Prizrenu při výročí dne nezávislosti Albánie (28. listopadu) odhalena socha albánského národního hrdiny Skanderbega. Autorem sochy je Nue Oroshi.

## Kulturní památky a turistika
Prizren patří k nejnavštěvovanějším destinacím v Kosovu. V prvních 7 měsících roku 2019 jej navštívilo půl milionu zahraničních návštěvníků.
V Prizrenu i jeho okolí se nachází nemalé množství kulturních památek. Mnohé z nich odkazují na náboženskou přítomnost pravoslaví i islámu. Dominantou je pevnost kalaja (název pochází z tureckého kale, označujícího pevnost). Areál byl obnoven, je veřejnosti přístupný a nachází se zde také muzeum.
Nedaleko od ní se rozkládá srbský pravoslavný klášter sv. Spasitele, v centru města potom klášter Bohorodičky Ljevišské, v místní části Shadervan potom pravoslavný kostel sv. Jiří (srbsky Саборна црква светог Ђорђа). Ten je jednou ze čtyř památek UNESCO na seznamu tzv. středověkých památek v Kosovu. V centru města stojí ještě pravoslavný kostel svatého Mikuláše z roku 1332.
Mezi historické budovy islámu potom patří Sinan-pašova mešita, nebo kukli-begova mešita. Dochovaný je rovněž Gazi Mehmed Pašův hamam v centru města, který je původem z 17. století. Přes řeku Prizrenska Bistrica je také veden historický kamenný most (albánsky Ura e gurit, dříve Dušanův most) a v blízkosti města se nachází v horách pozůstatek hradu Prizrenac, který vznikl ještě v dobách před příchodem Osmanské říše na Balkán.
Historické centrum města, kde se nemalá část těchto památek nachází, je známé pod názvem Shadervan (srbsky Šadrvan). Jeho obnova byla zahájena ještě za dob existence socialistické Jugoslávie, a pokračuje i po válce v Kosovu. Na Shadervan navazují úzké uličky s domy z tureckých časů, které se vypínají na svazích směrem k pevnosti Kaljala.
V centru Prizrenu se také nachází muzeum, které se zabývá vznikem a vývojem tzv. Prizrenské ligy.
Mezi kulturní akce, které se pravidelně pořádají v Prizrenu, patří také festival dokumentárních filmů Dokufest. V červenci se koná hudební festival Zambaku i Prizrenit, který trvá 10 dní a zahrnuje zpěv písní v albánštině, turečtině, apod. Turecká komunita v Prizrenu pořádá každý rok v květnu tradiční festival Sanatla Uyanmak, na kterém se prezentuje turecká kultura nejen z Prizrenu, ale také z Turecka. Akci doprovází hudba, kulinářské speciality a lidové tance.

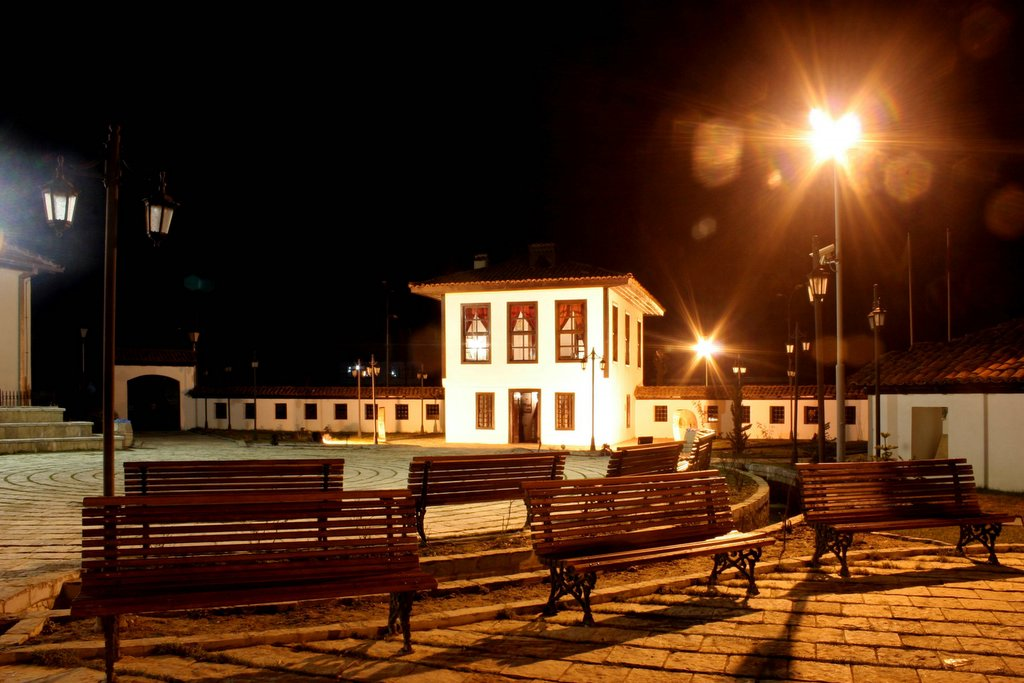
Muzeum Prizrenské ligy
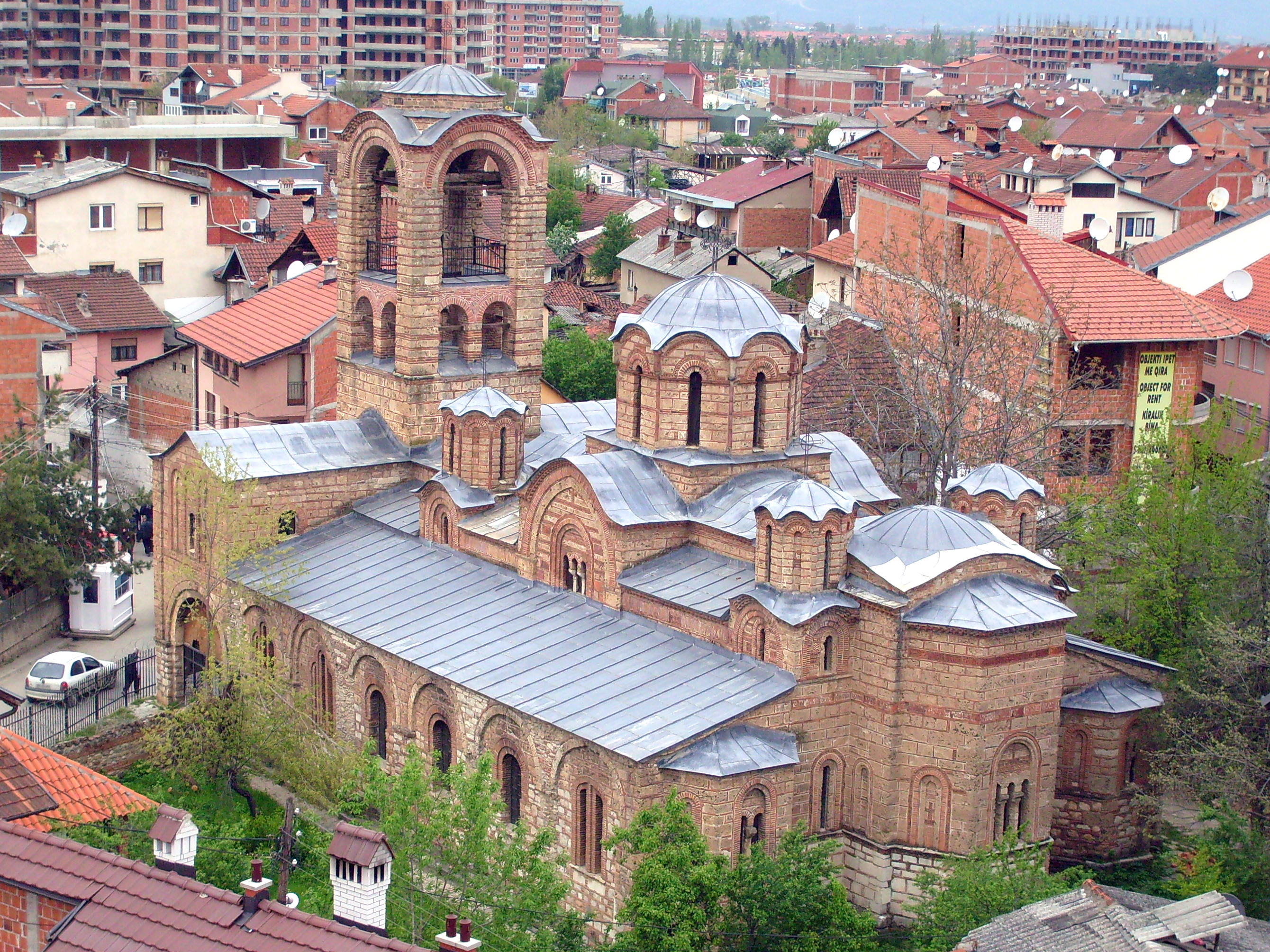
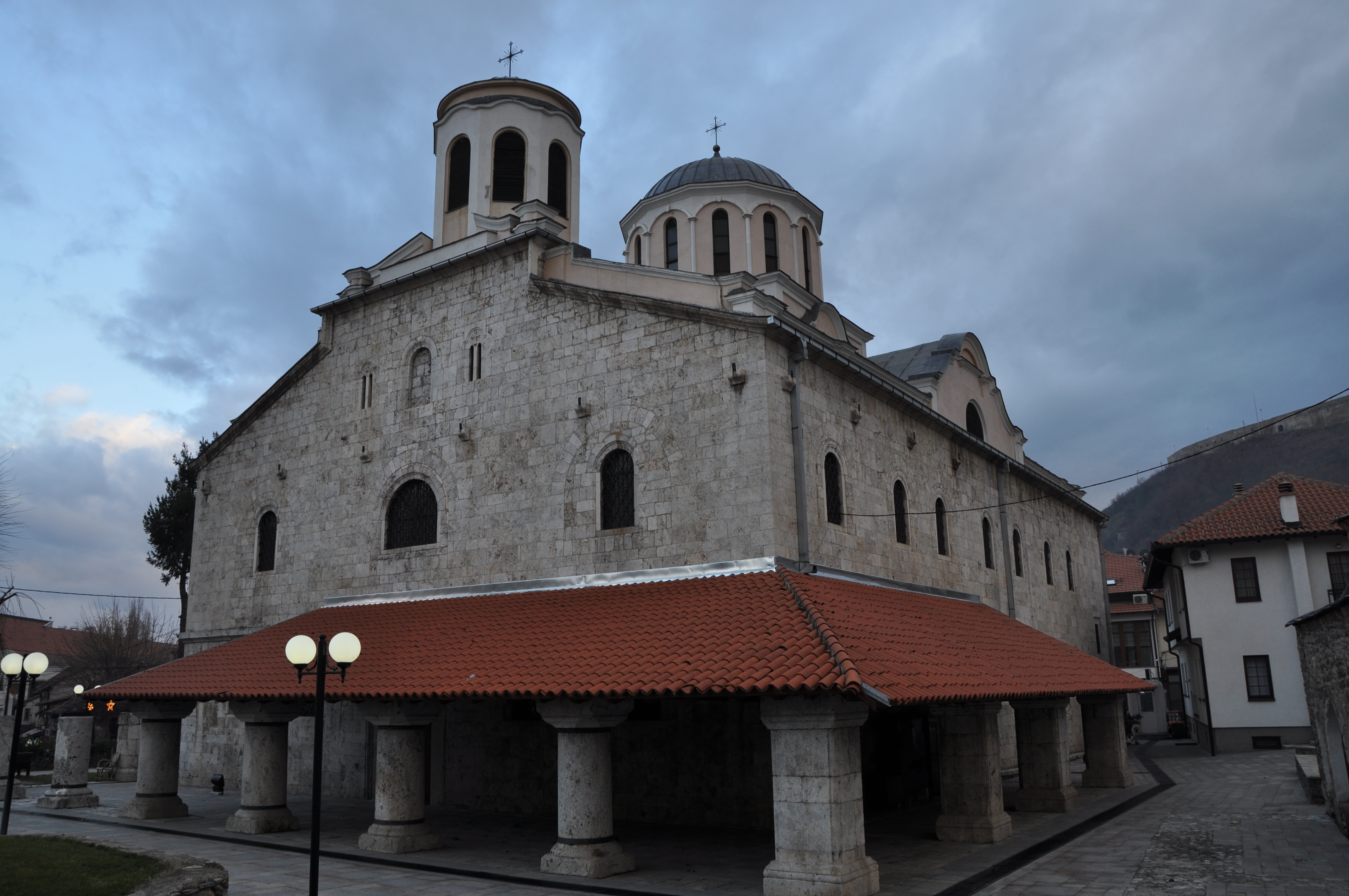
Kostel sv. Jiří
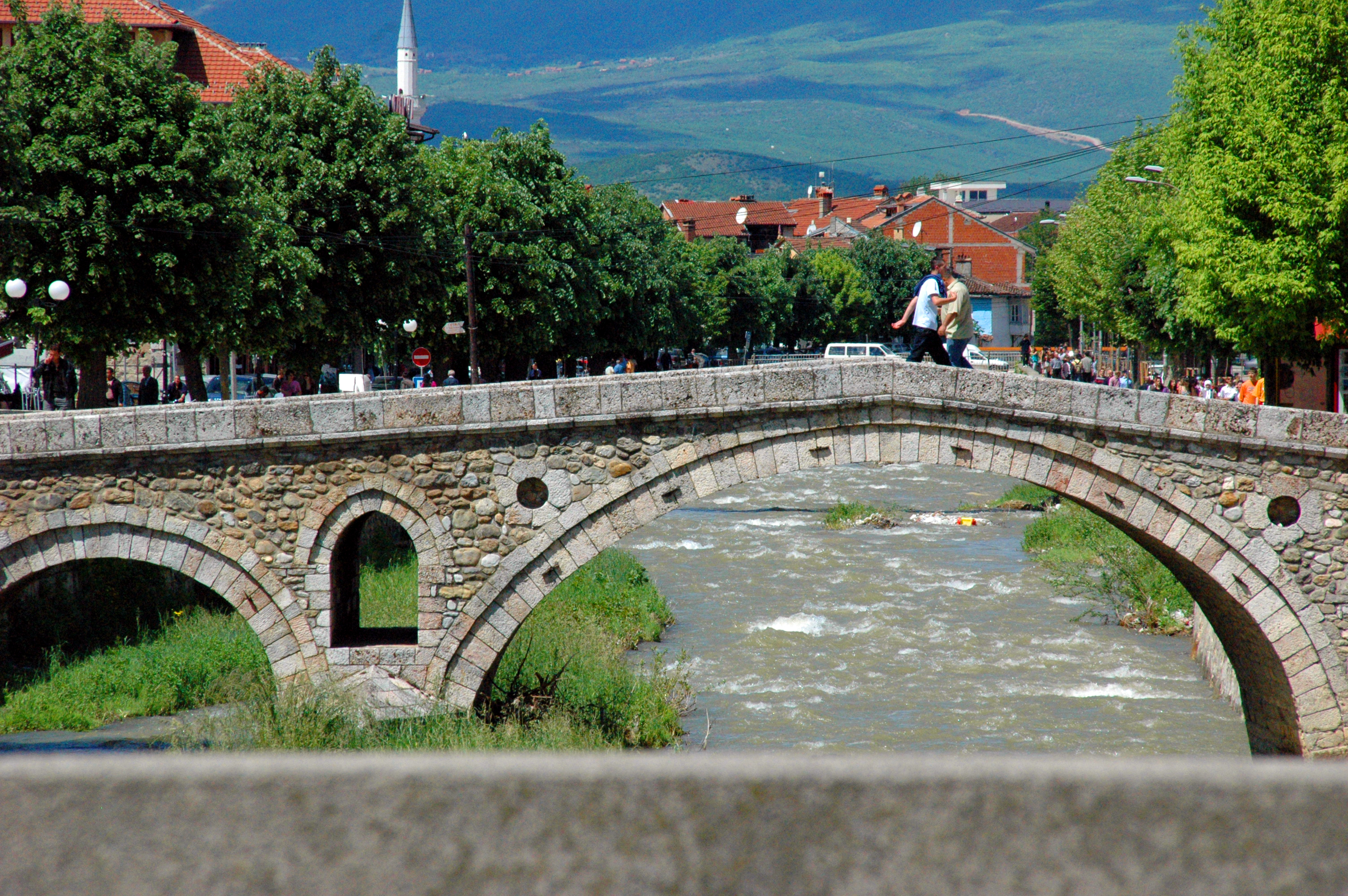
Kamenný most
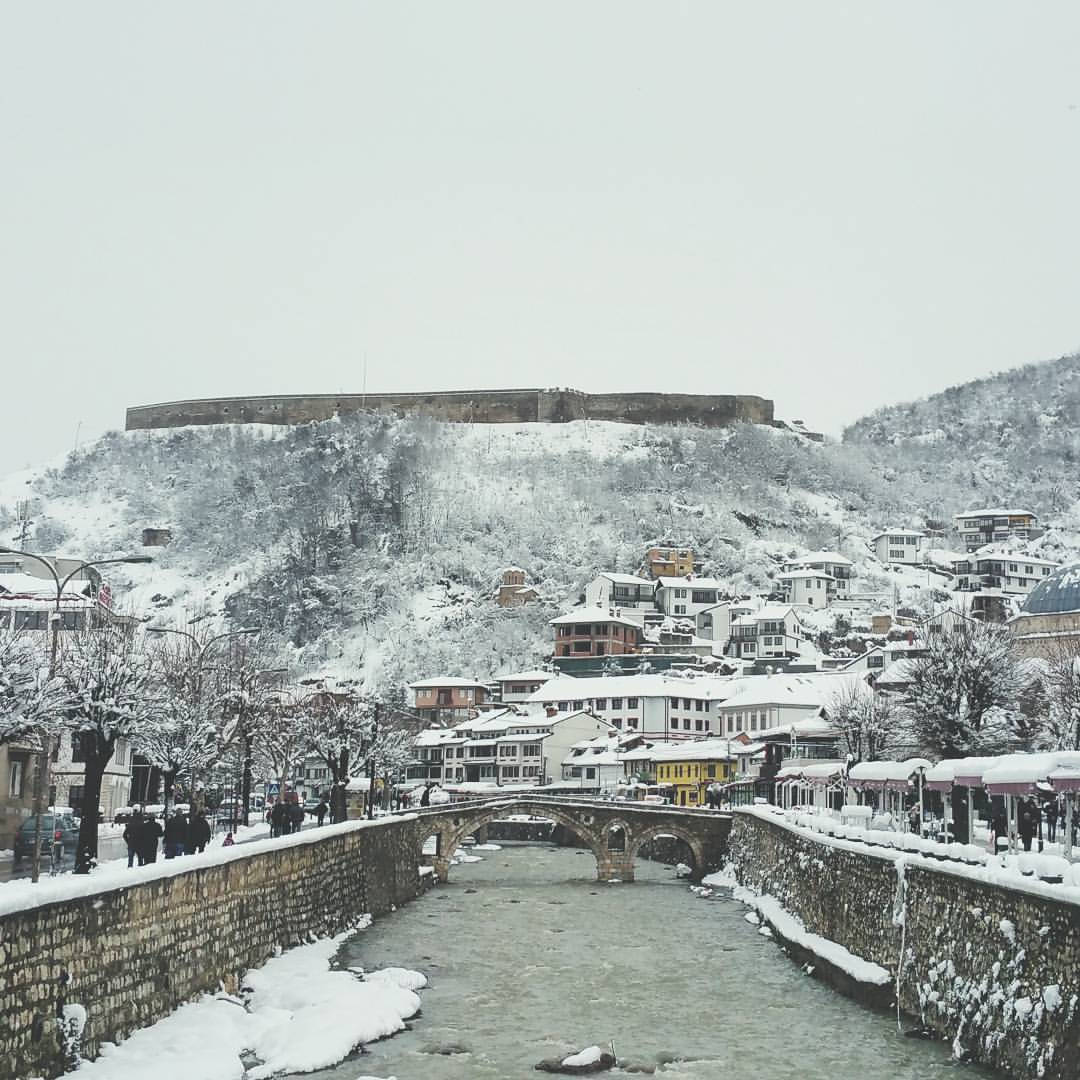
Pevnost Kaljaja
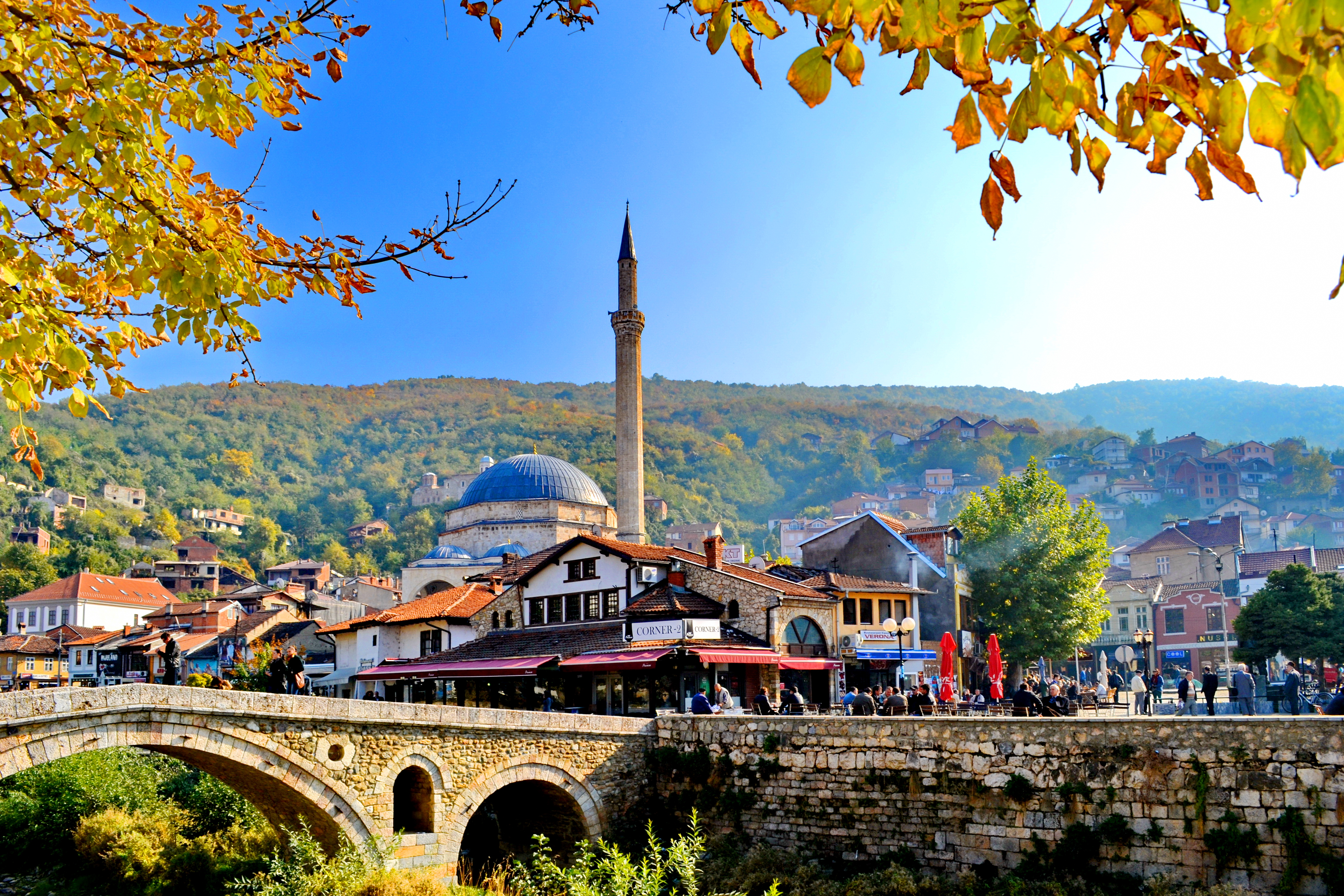
Sinan Pašova mešita u řeky Prizrenska Bistrica.

## Školství

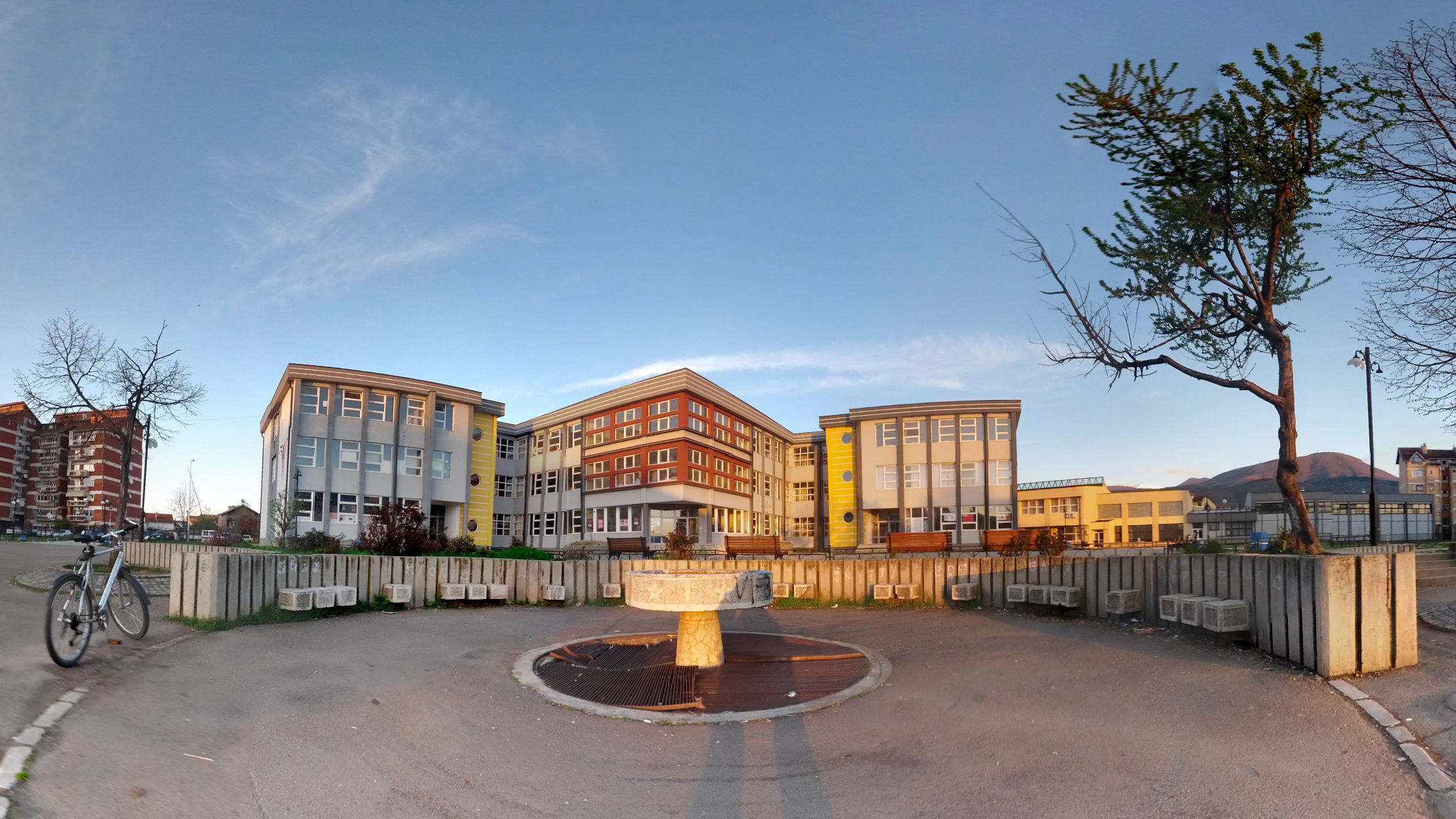
Základní škola A. Frasheriho.

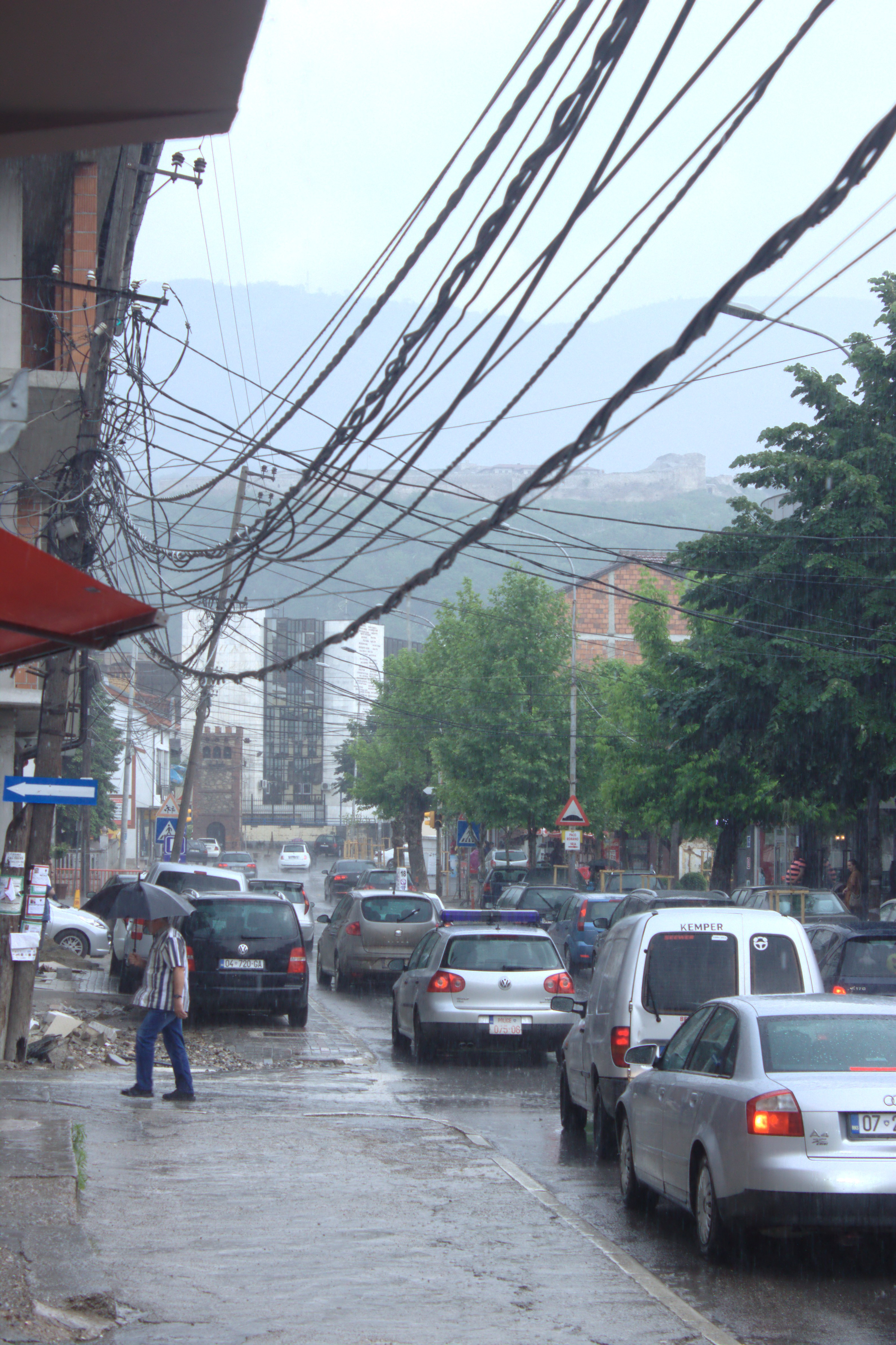
Rušný provoz v centru města.

V Prizrenu se nachází 48 základních škol, do kterých dochází okolo 30 tisíc dětí, a kde působí 1600 učitelů. Je zde 6 středních škol s cca 500 učiteli. Školky jsou na rozdíl od základních škol většinou soukromé. Veřejná vysoká škola v Prizrenu má přednášky v albánštině, bosenštině a turečtině.

## Ekonomika
Během dob existence Království Jugoslávie i socialistické Jugoslávie byl Prizren městem na hranici s tehdy pro Jugoslávii nepřátelskou Albánií. Město se nacházelo stranou všech ekonomických hlavních vazeb i dopravních tahů, byť patřilo během existence Osmanské říše k hlavním centrům řemesel a obchodu na území současného Kosova.
V 60. letech 20. století sem byla zavedena železnice (Železniční trať Klina–Prizren). Po druhé světové válce zde působila řada podniků (Farmakos, výrobce léků; Famipa, Filigran, výrobce kovů; Progres, potravinářská společnost; Printeks, textilní společnost, Komuna: výrobce obuvi; Aromatik: výroba tabákových výrobků). Po rozpadu Jugoslávie došlo k hospodářskému útlumu, který byl zesílen ještě válkou v Kosovu. V současné době je město jedním z turisticky atraktivních měst Kosova, což se odráží na ekonomickém rozvoji města.

## Doprava
Prizren je napojen na silniční síť Kosova a přes hraniční přechod Vrbnica i na sever nedaleké Albánie. Na jihozápad směřuje dálnice do města Kukës v Albánii, severně poté stejná dálnice pokračuje k městům Suva Reka a Priština. Lokální silniční komunikace zajišťují napojení Prizrenu i na města Štrpce (na východ), Mamuša, Orahovac a Đakovica (na severozápad).
Železniční spojení představovala trať směrem k městu Klina do centrální části Kosova, po skončení války v Kosovu je nicméně mimo provoz v úseku do Prizrenu. Letiště se v samotném Prizrenu nenachází, nejbližší se nachází v Prištině a v albánském Kukësu.

## Bezpečnost
Na západním okraji Prizrenu se nachází základna turecké jednotky KFOR, která nese název podle sultána Murata.

## Ostatní instituce
V Prizrenu stojí honorární konzulát Maďarska a Turecka.

## Zdravotnictví
Na jihozápadním okraji Prizrenu stojí regionální nemocnice (albánsky Spitali rajonit).

## Osobnosti
Z Prizrenu pocházejí následující známé osobnosti:
- Ivica Dačić, srbský premiér
- Kolë Shiroka, kosovskoalbánský politik
- Bekim Fehmiu, kosovskoalbánský herec
- Đevdet Doda, jugoslávský partyzán

## Partnerská města
- Skadar
- Istanbul
- Tirana
- Drač
- Vlora
- Sarandë
- Záhřeb
- Osijek
- Mostar
- Bingen am Rhein
- Ulcinj
- Mamuša